# Boli (banana)

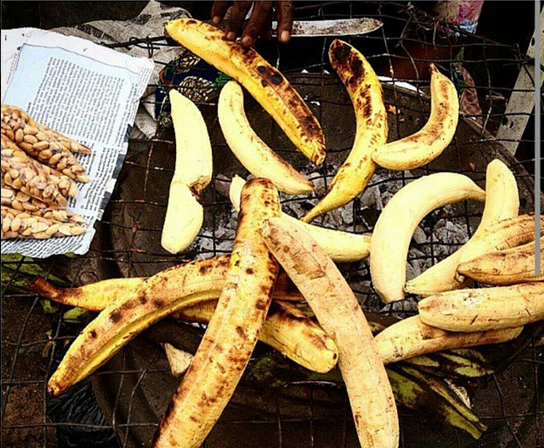
Asado de boli en Nigeria.

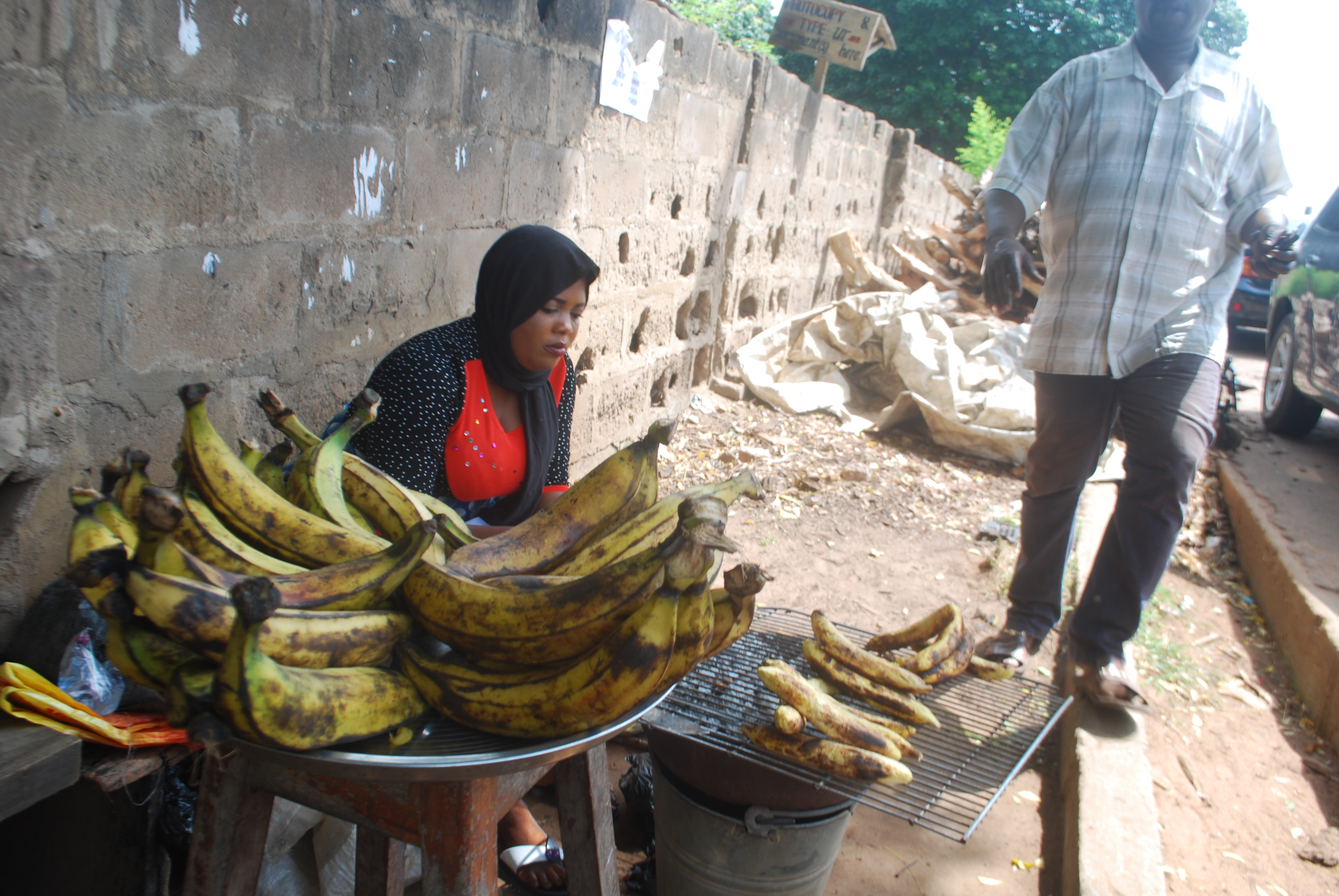
Vendedora de boli en Nigeria.

El boli o bole es un plato de banana asada, típico de los yorubas de Nigeria. Se conoce como boli en el suroeste de Nigeria, donde se come con maní. En el sur-sur de Nigeria se conoce como bole y se come con pescado. Se suele vender en puestos de comida callejeros, servido con pimienta o maní. Para prepararlo, basta con asar a la parrilla un plátano de cocina (180 °C) durante unos 10 minutos por ambos lados sin quitarle la piel.